# Dorippidae
Dorippidae (лат.) — семейство крабов из подсекции Heterotremata, выделяемое в надсемейство Dorippoidea. Семейство содержит около 15 современных и ископаемых родов. Известны как «крабы-носильщики» из-за своей необычной способности переносить различные предметы или организмы на спине своего панциря.

## Описание
Тело крабов в целом длиннее ширины, субквадратное или округлое, обычно наиболее широкое в задней части. Антеннулы и усики крупные; антеннулы сложены косо. Эндостом выдаётся вперёд, образуя жёлоб; дистально покрыт расширенным дистальным участком эндоподита первого максиллипеда. Третьи максиллипеды не закрывают переднюю часть буккальной каверны. Первые два брюшных сегмента не сложены вентрально, видны при дорсальном виде; уроподы отсутствуют. Хелипеды с клешнями крупные; субравные. Первая и вторая ходильные ноги обычно очень длинные и крепкие; последние две пары отличаются от предыдущих, уменьшены в размере, расположены дорсально и конечно подхвостовые. Стернум более или менее широкий, со всеми швами, 4/5-7/8, прерванными; стернит 8 виден дорсально или частично под карапаксом. Генитальное отверстие самца коксальное или коксостернальное; генитальное отверстие самки стернальное. Сперматеки отсутствуют, парные семенные вместилища являются частью генитальных протоков. Плоский стернум интеркалирован между перейоподами.
Дориппиды широко известны как «крабы-носильщики» (carrier crabs). Это объясняется их необычной способностью переносить различные предметы или организмы на спине своего панциря, используя специально модифицированные, клешнеобразные, последние две пары ходильных ног. Виды Dorippinae более типичны для мелководных прибрежных сред (а ранее включаемое сюда подсемейство Ethusinae включает в себя преимущественно глубоководные формы).
- Dorippe sinica
- Medorippe lanata
- Paradorippe granulata

## Классификация
Семейство содержит около 15 современных и ископаемых родов. Вместе с семейством Ethusidae Guinot, 1977 и тремя ископаемыми семействами (†Goniochelidae Schweitzer & Feldmann, 2011, †Telamonocarcinidae Larghi, 2004 и †Tepexicarcinidae Luque, 2015) образует надсемейство Dorippoidea MacLeay, 1838.
Ранее выделяли два подсемейства: Dorippinae MacLeay, 1838 и Ethusinae Guinot, 1977. Позднее Ethusinae выделено в отдельное семейство Ethusidae, в добавили подсемейства Dorippoidinae Guinot, 2023, Heikeopsinae Guinot, 2023, Medorippinae Guinot, 2023, Paradorippinae Guinot, 2023, Philippidorippinae Guinot, 2023 и Phyllodorippinae Guinot, 2023.
- † Archaeocypoda Secretan, 1975
- † Bartethusa Quayle & Collins, 1981
- Dorippe Weber, 1795
- Dorippoides Serène & Romimohtarto, 1969
- † Eodorippe Glaessner, 1980
- Heikeopsis Ng, Guinot & Davie, 2008
- † Hillius Bishop, 1983b
- Medorippe Manning & Holthuis, 1981
- Neodorippe Serène & Romimohtarto, 1969
- Nobilum Serène & Romimohtarto, 1969
- Paradorippe Serène & Romimohtarto, 1969
- Philippidorippe H. Chen, 1986
- Phyllodorippe Manning & Holthuis, 1981[10]
- † Sodakus Bishop, 1978
- † Telamonocarcinus Larghi, 2004
- † Tepexicarcinus Feldmann, Vega, Applegate & Bishop, 1998
- † Titanodorippe Blow & Manning, 1996